# リヴァプール・アリーナ
リヴァプール・アリーナ（Liverpool Arena、命名権名義ではM&S Bank Arena）はイギリス・リヴァプールのACCリヴァプール内にある屋内競技場。
2008年にエコー・アリーナとして完成し、その年にMTV EMA、2019年にはワールドネットボール主催のW杯が開催。他有名アーティストのライブやプロレス・ボクシング、2022年には当地で世界体操競技選手権、2023年にはウクライナに代わり当地でユーロビジョン歌謡祭が開催。